# Estado Islâmico do Iraque e do Levante
Estado Islâmico, antes denominado Estado Islâmico do Iraque e do Levante (EIIL) ou Estado Islâmico do Iraque e da Síria (EIIS), é uma organização jihadista islamita de orientação salafista (sunita ortodoxa) e wahabita criada após a invasão do Iraque em 2003. O grupo opera principalmente no Oriente Médio e também é conhecido pelos acrônimos em língua inglesa ISIS (Islamic State of Iraq and Syria) ou ISIL (Islamic State of Iraq and the Levant), sendo muitas vezes designado, por seus oponentes árabes (que não reconhecem a organização como 'Estado', nem como 'islâmico'), pelo acrônimo داعش, transl. Dāʿiš (de ad-Dawlat al- 'Irāq wa sh-Shām; em português: 'Estado do Iraque e do Levante'), frequentemente grafado Da'ish ou, por influência do inglês, Daesh, de onde provém a forma aportuguesada Daexe.
Em 29 de junho de 2014, o EIIL passou a se autodenominar simplesmente "Estado Islâmico" (EI) (em árabe: الدولة الإسلامية, ad-Dawlat al-Islāmiyah), autoproclamando-se um califado sob a liderança de Abu Bakr al-Baghdadi. Tal Estado nunca foi reconhecido pela comunidade internacional. O EIIL afirma autoridade religiosa sobre todos os muçulmanos do mundo e aspira tomar o controle de muitas outras regiões de maioria islâmica, a começar pela região do Levante, que inclui Jordânia, Israel, Palestina, Líbano, Chipre e Hatay, uma área no sul da Turquia.
O grupo, em seu formato original, era composto e apoiado por várias organizações terroristas sunitas insurgentes, incluindo suas organizações antecessoras, como a Al-Qaeda no Iraque, o Conselho Shura Mujahideen (2006-2006) e o Estado Islâmico do Iraque (ISI) (2006-2013), além de outros grupos insurgentes, como Jeish al-Taiifa al-Mansoura, Jaysh al-Fatiheen, Jund al-Sahaba, Katbiyan Ansar al-Tawhid wal Sunnah e vários grupos tribais iraquianos que professam o islamismo sunita. O objetivo original do EIIL era estabelecer um califado nas regiões de maioria sunita do Iraque. Após o seu envolvimento na guerra civil síria, este objetivo se expandiu para incluir o controle de áreas de maioria sunita da Síria. O grupo é oficialmente considerado uma organização terrorista estrangeira por países como Estados Unidos, Brasil, Reino Unido, Austrália, Canadá, Indonésia e Arábia Saudita, além de também ter sido classificado pela Organização das Nações Unidas (ONU), pela União Europeia e pelas mídias do Ocidente e do Oriente Médio como grupo terrorista.
O Estado Islâmico cresceu significativamente devido à sua participação na Guerra Civil Síria e ao seu líder, Abu Bakr al-Baghdadi. Denúncias de discriminação econômica e política contra árabes sunitas iraquianos desde a queda do regime secular de Saddam Hussein também ajudaram a dar impulso ao grupo. No auge da Guerra do Iraque, seus antecessores tinham uma presença significativa nas províncias iraquianas de Alambar, Ninaua, Quircuque, maior parte de Saladino e regiões de Babil, Diala e Bagdá, além de terem declarado Bacuba como sua capital. No decorrer da guerra civil síria, o EIIL teve uma grande presença nas províncias de Raca, Idlibe, Alepo e Deir Zor. Contudo, a partir de 2016, o grupo começou a perder força considerável, cedendo grandes porções de territórios no leste da Síria e no norte e oeste do Iraque. Em 2017, o Estado Islâmico, sob o peso de uma intervenção armada estrangeira e ações mais organizadas de grupos opostos e governos locais, foi forçado a se reorganizar, enquanto perdia cidades chave como Ramadi, Faluja, Mossul e Raca, sofrendo também com privações e deserções em suas fileiras. No começo de 2019, os últimos redutos do Estado Islâmico no leste Síria foram sobrepujados e o Califado, proclamado quase cinco anos antes, é considerado "formalmente" como destruído. Em outubro de 2019, seu líder, fundador e principal figura de autoridade, Abu Bakr al-Baghdadi, foi morto durante uma operação militar dos Estados Unidos no noroeste da Síria.
O Estado Islâmico obriga as pessoas que vivem nas áreas que controla a se converterem ao islamismo, além de viverem de acordo com a interpretação sunita da religião e sob a lei charia (o código de leis islâmico). Aqueles que se recusam podem sofrer torturas e mutilações, ou serem condenados a pena de morte. O grupo é particularmente violento contra muçulmanos xiitas, assírios, cristãos armênios, iazidis, drusos, shabaks e mandeanos. Segundo a Agência Central de Inteligência (CIA), em meados de 2014 o EI tinha pelo menos entre 20 000 e 31 500 combatentes na Síria e no Iraque que, além de ataques a alvos militares e do governo, já assumiram a responsabilidade por ataques que mataram milhares de civis. O Estado Islâmico tinha ligações estreitas com a Al-Qaeda até 2014, mas em fevereiro daquele ano, depois de uma luta de poder de oito meses, a Al-Qaeda cortou todos os laços com o grupo, supostamente por sua brutalidade e "notória intratabilidade".

## História

### Formação do grupo (1999–2006)

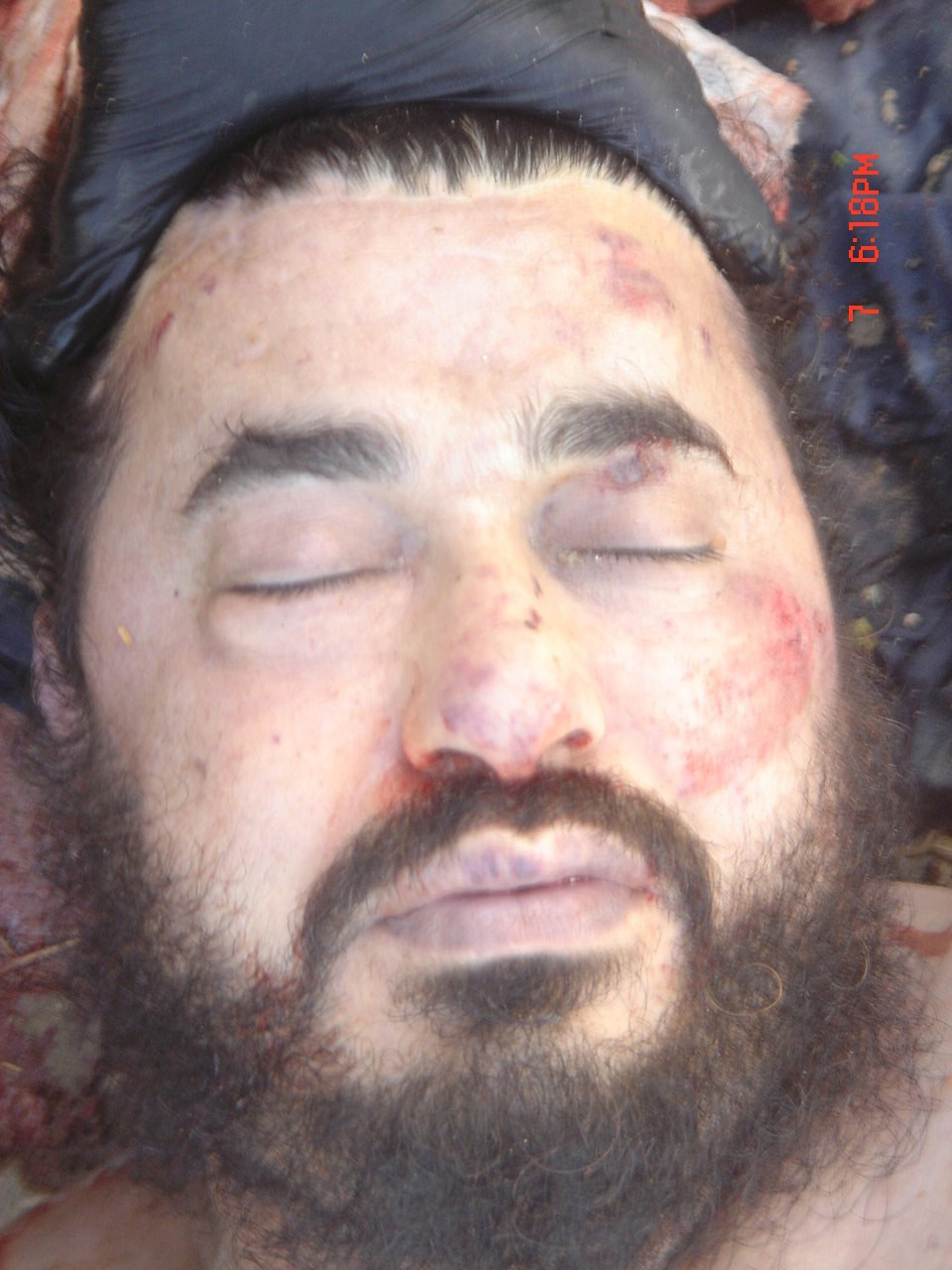
Corpo de Abu Musab al-Zarqawi após ataque de forças dos Estados Unidos em 2006. Zarqawi foi o fundador do grupo militante Tawhid wal-Jihad, que mais tarde se tornaria o Estado Islâmico

Após a invasão do Iraque em 2003, o jordaniano Abu Musab al-Zarqawi, adepto do salafismo jiadista, e seu grupo militante, o Jamaat al-Tawhid wal-Jihad, fundado em 1999, alcançou notoriedade nos estágios iniciais da insurgência iraquiana por conta de ataques suicidas contra mesquitas islâmicas xiitas, civis, instituições do governo iraquiano e soldados italianos que faziam parte da coalizão militar internacional liderada pelos Estados Unidos. O grupo de Al-Zarqawi rompeu oficialmente com a rede Alcaida, de Osama bin Laden, em outubro de 2004, mudando seu nome para Tanzim Qaidat al-Jihad fi Bilad al-Rafidayn (تنظيم قاعدة الجهاد في بلاد الرافدين; "Organização de Base da Jihad na Mesopotâmia"), também conhecida como Alcaida no Iraque (AQI). Os ataques do grupo contra civis, forças governamentais e de segurança iraquianas, diplomatas estrangeiros e comboios de soldados norte-americanos continuaram com aproximadamente a mesma intensidade. Em uma carta a al-Zarqawi em julho de 2005, Ayman al-Zawahiri, o então vice-líder da Alcaida, delineou um plano de quatro etapas para expandir a Guerra do Iraque, que incluía expulsar das forças norte-americanas do país, criar uma autoridade islâmica através de um califado, espalhar o conflito para os vizinhos seculares do Iraque e entrar em confronto com Israel, que a carta diz que só "foi criado só para desafiar qualquer nova entidade islâmica".
Em janeiro de 2006, a AQI passou a trabalhar em conjunto com vários grupos insurgentes iraquianos menores sob o comando de uma organização guarda-chuva chamada o Conselho Shura Mujahideen (CSM). Em 7 de junho de 2006, al-Zarqawi foi morto em um ataque aéreo feito por forças dos Estados Unidos e foi sucedido como líder do grupo pelo militante egípcio Abu Ayyub al-Masri.
Em 12 de outubro de 2006, o CSM uniu-se com três grupos menores e seis tribos sunitas islâmicas para formar a "Coalizão Mutayibeen", que jurou por Alá que iria "... livrar os sunitas da opressão dos rejeicionistas (xiitas) e cruzado ocupantes,... restaurar nossos direitos mesmo que ao preço de nossas próprias vidas... para fazer a palavra do Deus supremo do mundo e para restaurar a glória do Islã... ". Um dia depois, o CSM declarou o estabelecimento do Estado Islâmico do Iraque (ISI), que incluía seis províncias árabes do Iraque, em sua maioria sunitas, sendo que Abu Omar al-Baghdadi foi anunciado como seu Emir. Al-Masri foi nomeado Ministro da Guerra.

### Estado Islâmico do Iraque (2006-2013)

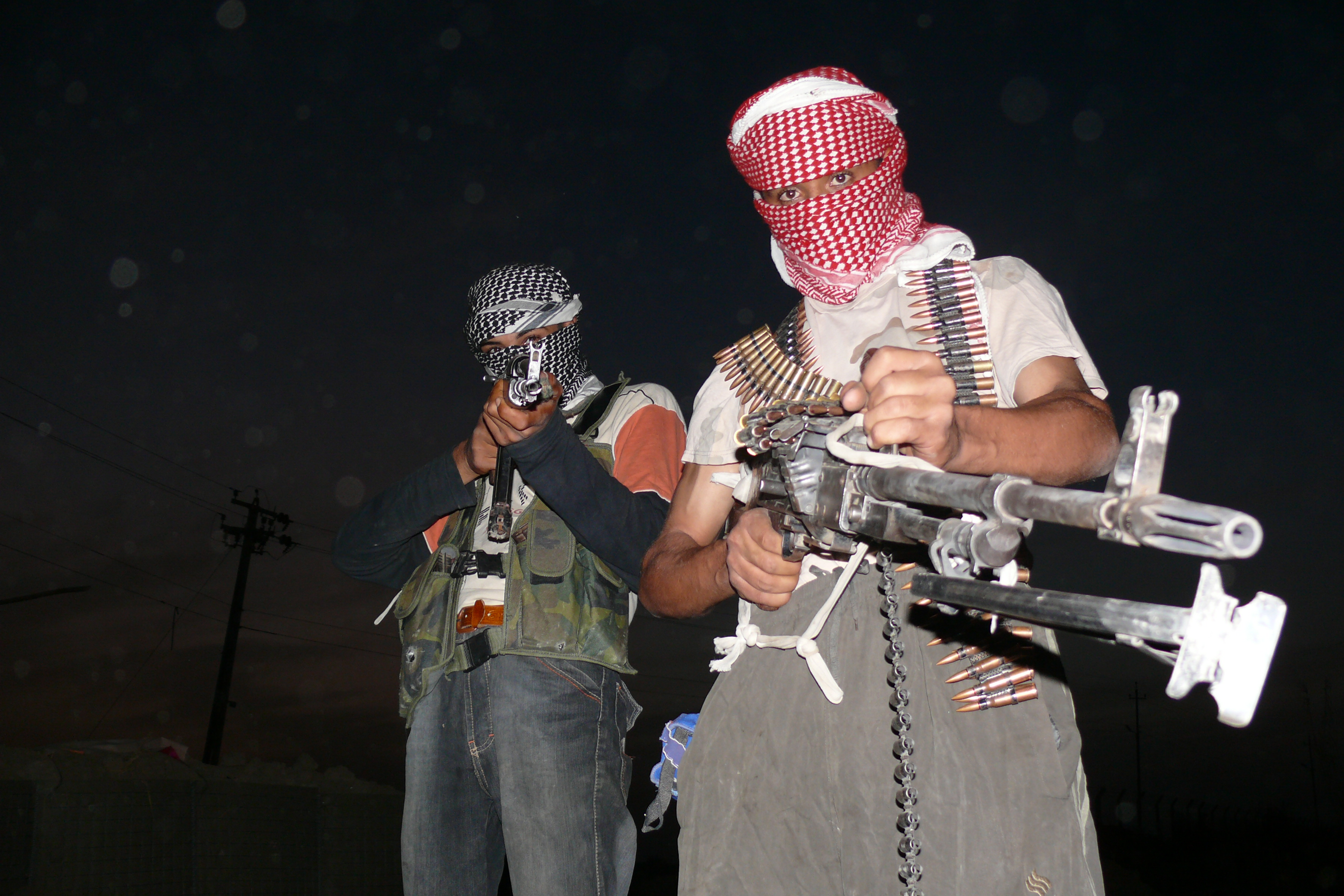
Insurgentes iraquianos em 2006

De acordo com um estudo elaborado por agências de inteligência dos Estados Unidos no início de 2007, o grupo planejava tomar o poder das áreas centrais e ocidentais do Iraque e transformá-las em um Estado islâmico sunita. O grupo ganhou força e no seu auge teve uma presença significativa nas províncias iraquianas de Alambar, Diala e Bagdá e reivindicou a cidade de Bacuba como a sua capital.

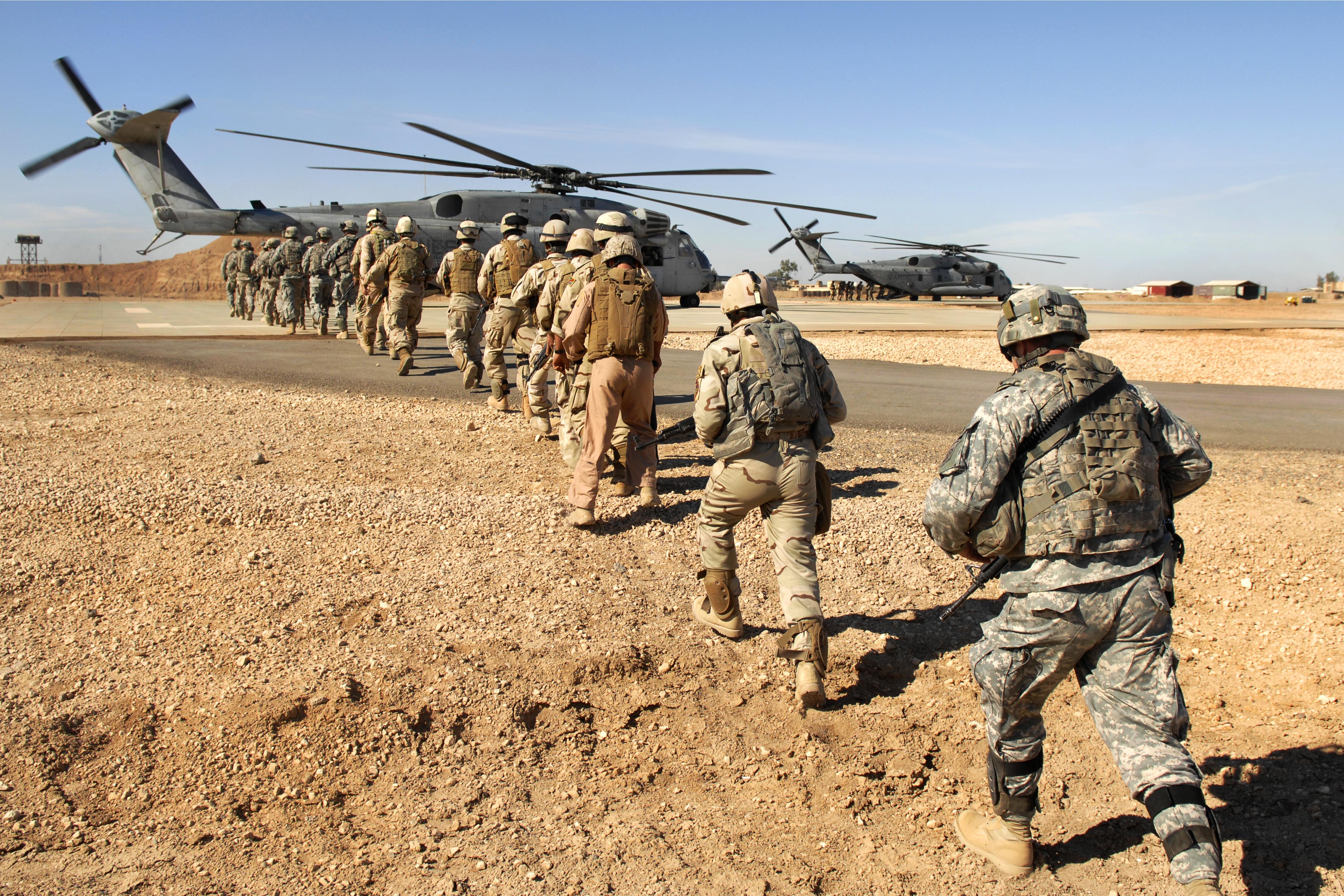
Um exercício de treinamento conjunto entre militares dos Estados Unidos e do Iraque perto de Ramadi em novembro de 2009. O Estado Islâmico do Iraque havia declarado a cidade como a sua capital

Em 2007, as tropas norte-americanas realizaram operações de enfraquecimento do grupo, o que resultou em dezenas de militantes capturados ou mortos. Entre julho e outubro de 2007, a Alcaida no Iraque parecia ter perdido suas bases militares seguras na província de Alambar e na região de Bagdá. Em 2008, uma série de ofensivas iraquianas e norte-americanas conseguiram expulsar os insurgentes de seus antigos refúgios seguros, como as províncias Diala e Alambar, para a área da cidade de Moçul, o último grande campo de batalha contra a organização.
Até 2008, o grupo descrevia-se como se estivesse em um estado de "crise extraordinária". As suas tentativas violentas de governar seu território levou a uma reação de iraquianos sunitas e outros grupos insurgentes e um declínio temporário no grupo, que foi atribuído a uma série de fatores.
No final de 2009, o comandante das forças norte-americanas no Iraque, o general Ray Odierno, afirmou que a organização "tem se transformado significativamente nos últimos dois anos. O que antes era dominado por indivíduos estrangeiros tornou-se cada vez mais dominado por cidadãos iraquianos". Em 18 de abril de 2010, dois líderes do grupo, Abu Ayyub al-Masri e Abu Omar al-Baghdadi, foram mortos em um ataque conjunto EUA-Iraque perto de Ticrite. Em uma conferência de imprensa em junho de 2010, o general Odierno informou que 80% dos 42 principais líderes da organização, incluindo recrutadores e financistas, haviam sido mortos ou capturados, com apenas oito restantes em geral. Ele disse que foram retirados da liderança da Alcaida no Paquistão.
Em 16 de maio de 2010, Abu Bakr al-Baghdadi foi apontado como o novo líder do Estado Islâmico do Iraque. Al-Baghdadi reabasteceu a liderança do grupo, visto que muitos haviam sido mortos ou capturados, com a nomeação de antigos oficiais militares e de inteligência que serviram durante o regime de Saddam Hussein. Esses homens, quase todos os quais tinha passado um tempo preso pelos militares norte-americanos, tornaram-se cerca de um terço dos 25 principais comandantes de Baghdadi. Um deles era um ex-coronel, Samir al-Khlifawi, também conhecido como Haji Bakr, que se tornou o comandante militar geral encarregado de supervisionar as operações do grupo.
Em julho de 2012, al-Baghdadi lançou um comunicado de áudio on-line anunciando que o grupo estava voltando aos antigos redutos de que as tropas norte-americanas e seus aliados sunitas os tinha expulsado em 2007 e 2008. Ele também declarou o início de uma nova ofensiva no Iraque para libertar membros do grupo detidos nas prisões iraquianas. A violência no Iraque havia começado a crescer em junho de 2012, principalmente por conta de ataques com carros-bomba e, em julho de 2013, mais de 1 000 mortes mensais foram registradas pela primeira vez desde abril de 2008.

#### Guerra Civil Síria (2011-presente)
Em março de 2011 dava-se o início dos protestos na Síria contra o governo de Bashar al-Assad. Nos meses seguintes, a violência entre manifestantes e forças de segurança levou a uma militarização gradual do conflito. Em agosto de 2011, al-Baghdadi começou a enviar membros sírios e iraquianos do seu grupo, com experiência em guerrilha, para a Síria para estabelecer uma organização no interior do país. Liderados por um sírio conhecido como Abu Muhammad al-Julani, este grupo começou a recrutar combatentes e estabelecer células de todo o país. Em 23 de janeiro de 2012, o grupo anunciou sua formação como a Frente al-Nusra, que cresceu rapidamente para uma força de combate forte, com apoio popular entre os sírios que fazem oposição ao governo Assad.

### Estado Islâmico do Iraque e do Levante (2013–2014)
Em 8 de abril de 2013, al-Baghdadi lançou um comunicado onde anunciou que a Frente al-Nusra tinha sido estabelecida, financiada e apoiada pelo Estado Islâmico do Iraque e que os dois grupos foram fundidos sob o nome "Estado Islâmico do Iraque e do Levante" (EIIL). Al-Julani divulgou um comunicado negando a fusão e reclamando que nem ele nem qualquer outra pessoa na liderança da al-Nusra havia sido consultada sobre o assunto. A campanha do EIIL para libertar membros presos culminou em julho de 2013 com a realização de invasões nas prisões de Taji e Abu Ghraib, que libertaram mais de 500 prisioneiros, muitos deles veteranos da insurgência iraquiana. Em outubro de 2013, Ayman al-Zawahiri (o líder da Al-Qaeda) ordenou a dissolução do EIIL, colocando a Frente al-Nusra como a encarregada dos esforços jiadistas na Síria, mas al-Baghdadi contestou a decisão de al-Zawahiri, com base na jurisprudência islâmica e seu grupo continuou a operar na Síria. Em fevereiro de 2014, depois de uma luta de poder de oito meses, a Alcaida desmentiu qualquer relação com o EIIL.
Segundo a jornalista Sarah Birke, há "diferenças significativas" entre a Frente al-Nusra e o EIIL. Enquanto al-Nusra clama ativamente pela deposição do governo Assad, o EIIL "tende a focar-se mais no estabelecimento do seu próprio governo no território conquistado", sendo "muito mais implacável" na construção de um Estado islâmico, na "realização de ataques sectários e em impor a xaria". Ainda que a al-Nusra tenha um "grande contingente de combatentes estrangeiros", ela é vista como um grupo local por muitos sírios; pelo contrário, os militantes do EIIL têm sido descritos como "ocupantes estrangeiros" por muitos refugiados sírios. Ele tem uma forte presença na região central e do norte da Síria, onde se instituiu a xaria em várias cidades. O grupo controlava as quatro cidades fronteiriças de Atmeh, al-Bab, Azaz e Jarablus, permitindo-lhe controlar a entrada e a saída entre o território sírio e a Turquia.
No início de 2014, a organização terrorista lançou uma grande ofensiva na província iraquiana de Alambar que resultou em severos combates nas cidades de Faluja e de Ramadi; na Síria, diversos grupos rebeldes, dentre eles integrantes do Exército Livre Sírio, da Frente Islâmica e da Frente Revolucionária Síria, em uma ação apoiada pela Coalizão Nacional Síria, iniciaram uma ofensiva contra posições dos grupos extremistas nas províncias sírias de Idlibe e Alepo, que matou pelo menos 36 e capturou mais de 100 integrantes do EIIL. Os combates entre grupos rebeldes moderados e jihadistas prosseguiriam nas primeiras semanas de 2014 e ceifaram a vida de mais de 1 400 pessoas.
Enquanto a luta na Síria se intensificava, o EIIL lançou-se em uma série de ofensivas e atentados por todo o Iraque, especialmente na fronteira sírio-iraquiana e na região norte. Avanços foram reportados na província de Ninaua e diversas cidades, como Mossul, foram atacadas. Em junho de 2014, em uma nova rodada de investidas, boa parte da cidade de Ticrite caiu em mãos dos jiadistas que ganhavam terreno no caminho a Bagdá. O exército iraquiano conseguiu deter ofensivas dos insurgentes em Samarra e forçou o recuo dos rebeldes em Baiji, enquanto tentavam reagir para manter a ordem no país. A nova onda de violência no Iraque, perpetrado pelo Dawlat al-ʾIslāmiyya (o Estado islâmico), deixou centenas de mortos e milhões de refugiados. O EIIL cometeu diversas atrocidades contra a sua própria seita para silenciar vozes moderadas, como no caso do assassinato de 13 clérigos muçulmanos sunitas em junho de 2014 em Moçul.

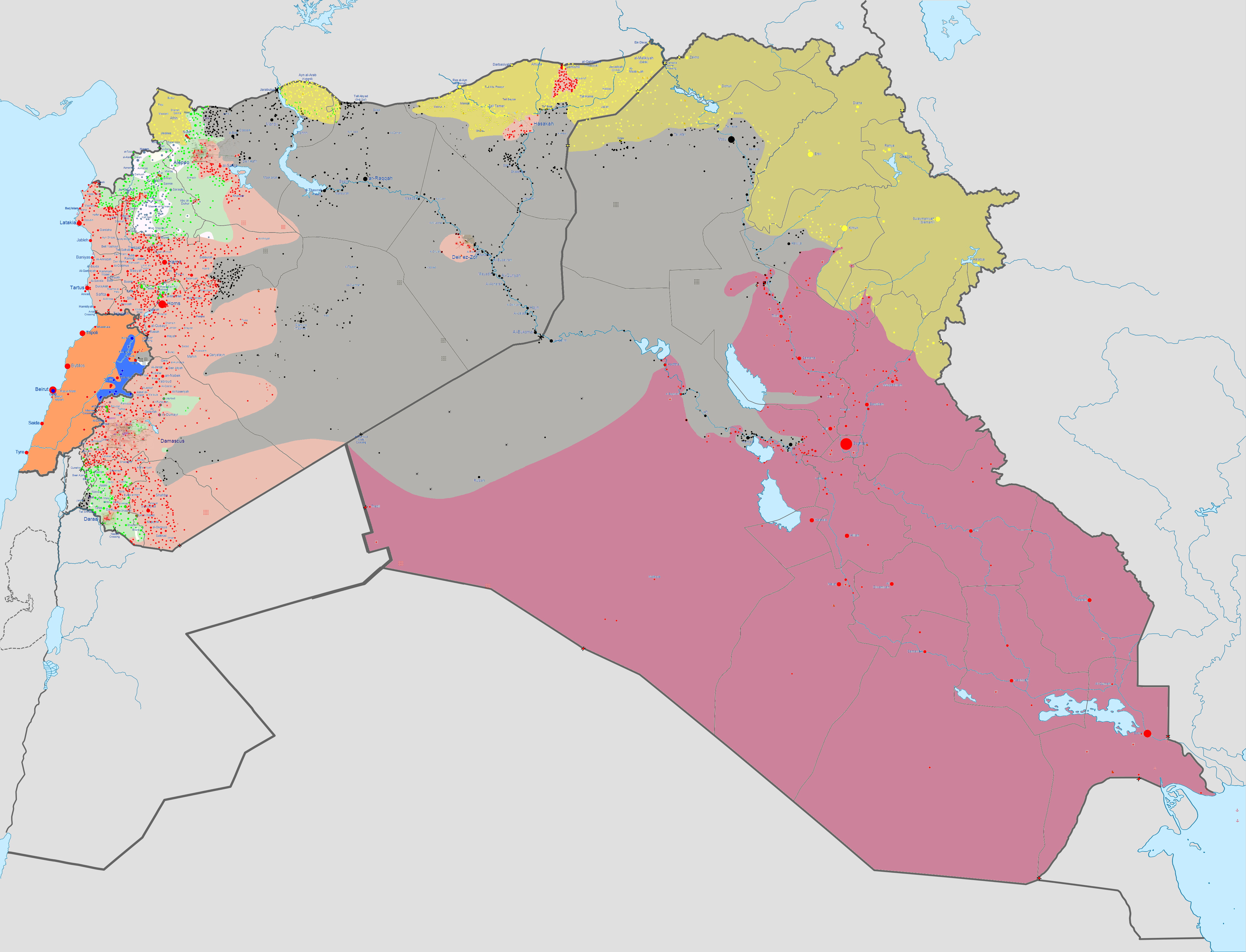
Mapa da Guerra Civil na Síria e a Guerra Civil Iraquiana em 2015, mostrando a expansão máxima do EIIL.
Territórios sírio e iraquiano:
Controlados pelo Estado Islâmico do Iraque e do Levante (EIIL)
Controlados por Rebeldes Sírios
Controlados pelo Governo Sírio
Controlados pelo Governo Iraquiano
Controlados pela Jabhat Fateh al-Sham
Controlados pelos Curdos Sírios
Controlados pelos Curdos Iraquianos

Em agosto de 2014, boa parte das províncias de Ninaua, Saladino e Alambar haviam sido conquistadas pelos islamitas. O exército iraquiano, incapaz de montar uma resistência coesa, teve que recuar e evacuar várias cidades, como Ticrite (a 140 km de Bagdá). Enquanto avançavam pelo Iraque, como haviam feito na Síria, o Estado Islâmico cometeu inúmeras atrocidades, como assassinatos e saques.
Em resposta a intensificação dos combates, que ameaçavam desestabilizar a região e o governo do Iraque, os Estados Unidos lançaram uma campanha aérea contra o Estado Islâmico, bombardeando alvos de importância militar do grupo. Como um contraponto ao EIIL, os americanos também afirmaram que iriam aumentar a assistência militar a grupos ditos como moderados na Síria e ainda colocariam mais conselheiros militares em solo iraquiano.

### Autoproclamado "Estado Islâmico" (junho de 2014–2015)
Em 29 de junho de 2014, o EIIL declarou oficialmente a criação de um Califado Islâmico na Síria e no Iraque. Enquanto isso, a violência sectária e religiosa na região se intensificava consideravelmente.
Em 12 de setembro, de acordo com a agência de notícias France-Presse, o EIIL fez um acordo de paz com outros grupos rebeldes sírios. No entendimento, as diferentes facções colocariam suas diferenças de lado para unir forças contra Bashar al-Assad. Dois dias depois, um representante da Coalizão Nacional Síria negou qualquer pacto com os extremistas, mas afirmou não poder falar pelos outros grupos.
Entre os primeiros dias de Novembro, a cidade de Derna na Líbia entrou para a lista das cidades do Estado Islâmico, ela foi a primeira cidade fora da Síria e Iraque a ser incorporada ao califado de Abu Bakr al-Baghdadi.
Em 13 de novembro de 2014, o grupo anunciou um acordo de paz com a Al Nusra.
No dia 8 de dezembro de 2014, foi anunciado que a coalizão enviaria pela primeira vez, cerca de 1,5 mil soldados com o propósito de combater o grupo, o então presidente dos Estados Unidos, Barack Obama, aprovou o envio de outros 1,6 mil militares para treinar e assessorar as forças iraquianas.
Em 2015 a área de influência do Estado Islâmico atravessou as fronteiras da Síria e do Iraque. Grupos em vários outros países afirmaram ser ligados ao EI e conquistaram territórios por todo o mundo islâmico. No Iêmen, uma nação descentralizada e em caos político, militantes deste grupo começaram a recrutar pessoal no leste do país para tentar ganhar território, rivalizando diretamente com a Alcaida na Península Arábica. No Afeganistão, o governo de Cabul afirmou que o EIIL também havia estabelecido uma presença no país, contando com centenas de combatentes para lutar contra as forças da coalizão, as autoridades locais e até grupos jihadistas rivais na região (como o Talibã). Na Líbia, onde a organização já tinha uma presença na cidade de Derna, militantes islamitas começaram a tentar espalhar suas áreas de controle pelo país. Assim como em outros territórios que ocupam, o EIIL perpetrou várias atrocidades em solo líbio. Em fevereiro de 2015, eles decapitaram vinte e um cristãos coptas egípcios na província de Trípoli. Em resposta, o governo egípcio ordenou que sua força aérea conduzisse ataques contra áreas sob controle do Estado Islâmico na Líbia.
Nesse meio tempo, na Síria e no Iraque o Estado Islâmico cedia pouco terreno aos seus rivais e inimigos, mas também não conseguiam conquistar novos territórios. Parte deste retrocesso deve-se ao aumento da intensidade dos ataques aéreos de aeronaves da Coalizão ocidental e nações árabes da região. Na cidade síria de Kobanî, milícias curdas conseguiram expulsar, depois de quatro meses de luta, os militantes do EI da área. Enquanto isso, em amplas frentes de batalha por toda a região, sangrentas lutas eram travadas. Os avanços do EIIL geravam ondas de milhares de refugiados e centenas de cadáveres, agravando a crise humanitária naquela parte do mundo. Em meados de abril de 2015, o exército iraquiano (apoiado por militares iranianos e por aviões do ocidente) retomaram Ticrite, a segunda maior cidade do Iraque em mãos do Estado Islâmico, após semanas de violentos combates. Mesmo assim, o grupo conseguiu se manter na ofensiva em amplas frentes no território iraquiano. Em meados de maio, a cidade de Ramadi, capital da importante província de Alambar e que fica a 100 quilômetros a oeste de Bagdá, foi tomada pelos combatentes do EI. A região só foi retomada ao fim de dezembro do mesmo ano.
De acordo com a organização OSDH, o grupo chegou a controlar, no início de 2015, metade do território sírio, embora seus avanços estivessem, à época, muito mais lentos e ineficientes do que já foram. O Estado Islâmico, contudo, foi perdendo força, e já em 2016 começou a perder território, principalmente devido a intervenção estrangeira no Iraque e na Síria, com aviões da OTAN (principalmente dos Estados Unidos, do Reino Unido e da França) e da Rússia passando a ataca-los dia e noite.

### Declínio no Iraque e na Síria (2016–2017)
Em meados de 2015, as forças armadas da Rússia, em apoio ao regime de Bashar al-Assad, iniciaram a construção de uma base militar na Síria e em setembro do mesmo ano começaram a lançar bombardeios aéreos contra militantes do Estado Islâmico na região. Esta ação coincidiu com uma série de sucessos por parte dos extremistas deste grupo, que continuavam avançando em direção a Damasco, a capital síria. Segundo especialistas, a intervenção da Rússia na guerra civil síria foi importante, não somente para dar sobrevida ao regime Assad, mas também para deter os avanços do EIIL, especialmente nas regiões central e norte do país. Assim, sob pressão das potências mundiais, o Estado Islâmico começou a perder terreno, embora ainda conservasse enorme poderio militar em meados de 2016. No final deste ano, no Iraque, o governo local (apoiado por milícias curdas e aviões da Coalizão ocidental) iniciou uma pesada ofensiva para retomar a cidade de Mossul, último grande reduto urbano do EIIL em solo iraquiano. A região foi reconquistada em meados de julho de 2017, após quase nove meses de intensos combates. A vitória do governo iraquiano em Mossul (junto com outras ofensivas bem sucedidas no norte) foi celebrada como um dos maiores feitos contra os terroristas islâmicos no país. Ao mesmo tempo, foi lançado na província de Raca, na Síria, uma enorme campanha militar a fim de retomar a cidade de Raca, a auto-proclamada capital do califado do EIIL. Encabeçando a ofensiva, estavam tropas das Forças Democráticas Sírias (majoritariamente composta por curdos), apoiadas por aviões e forças especiais da OTAN.
Já em meados de 2017, com os curdos pressionando pelo norte, o governo sírio lançou uma nova ofensiva contra os islamitas na região de Deir Zor, tomando quase toda a capital dessa província, incluindo seu principal aeroporto. Então, em outubro do mesmo ano, após quatro meses de violentos combates, milicianos curdos e árabes (liderados pelas Forças Democráticas Sírias), haviam anunciado a retomada de Raca, no nordeste do país, além da expulsão de boa parte dos militantes do Estado Islâmico da região, marcando mais uma derrota significativa para o grupo. Fora da região do Oriente Médio, simpatizantes do EIIL nas Filipinas, que haviam conseguido, em maio de 2017, tomar a cidade de Marawi, na cadeia de ilhas de Mindanau, foram derrotados também e a cidade foi recuperada pelas autoridades nacionais.

Explosão de um carro bomba feita na base aérea de Menagh, em território sírio, em 2017, executada por um suicida ligado ao Estado Islâmico (EI). Conforme o grupo ia perdendo terreno e influência, seus militantes passaram a realizar centenas de atentados (a maioria suicidas) contra cidades na Síria e no Iraque e por outras regiões do Oriente Médio.

Em dezembro de 2017, após uma série de ofensivas bem-sucedidas nas regiões oeste e norte do Iraque, o governo local afirmou que o Estado Islâmico havia sido "expulso" do país, embora ações em forma de guerrilha permanecessem em alguns locais. A informação foi saudada na região e no mundo como uma importante vitória contra o terrorismo global. Enquanto isso, na Síria o EIIL continuava a ser empurrado de volta para a fronteira iraquiana, no leste, sofrendo pesadas baixas e deserções, perdendo uma cidade após a outra. Órgãos de inteligência ocidentais, contudo, argumentaram que, apesar de muito enfraquecido, o Estado Islâmico ainda conserva algum poder no Oriente Médio, e ainda pode atiçar "lobos solitários" a realizar atentados pelo mundo.

### Evolução posterior e morte de Abu Bakr al-Baghdadi (2017-atualmente)
Com as sucessivas derrotas militares, o Estado Islâmico intensificou os esforços para exportar o caos que costumava confinar dentro de suas fronteiras. O ataque ao Ocidente desenvolve-se a partir do interior dessas sociedades, aproveitando circunstâncias como a imigração em massa. O EI encorajou ataques individuais, oferece apoio e instruções pela internet, além de ter membros designados na Europa para fornecer orientação direta a jihadistas. A princípio reprovando a imigração muçulmana para a Europa, cedo verificou que assim poderiam introduzir facilmente combatentes no Ocidente. O Estado Islâmico aconselhava métodos simples para liquidar aqueles que considerava como "infiéis"ː "esmague-lhe o crânio com uma pedra, mate-o à facada, atropele-o com um carro, lance-o de uma falésia, estrangule-o ou envenene-o".
Assim o EIIL chamou a si a responsabilidade por uma grande série de ataques terroristas fora do Iraque e Síria, e não só na Europaː o atentado de Sousse, na Tunísia em 2015 (38 mortos), o atentado de Suruç na Turquia também em 2015 (33 mortos), o ataque ao Museu Nacional do Bardo, na Tunísia em março de 2015 (22 mortos), os atentados de Saná também em março de 2015 (142 mortos), o ataque ao Centro Curtis Culwell no Texas em 3 de Maio de 2015 (1 ferido), a bomba no voo Metrojet 9268 em Outubro de 2015 (224 mortos), o atentado em Ancara em 2015 (102 mortos), os atentados de Beirute em 2015 (43 mortos), os ataques de novembro de 2015 em Paris (130 mortos), o assassinato de Jaafar Mohammed Saad, o governador de Aden, o atentado em Istambul em janeiro de 2016 (11 mortos), os atentados em Bruxelas em março de 2016 (32 mortos), os atentados no aeroporto de Istambul em 2016 (48 mortos), o atentado de julho de 2016 em Nice (86 mortos), o ataque em Cabul em julho de 2016 (80 mortos), o atentado de Berlim em 2016 (12 mortos), o atentado em Istambul em janeiro de 2017 (39 mortos), o ataque no metrô de São Petersburgo em 2017 (15 mortos), o atentado na Manchester Arena em 2017 (22 mortos), os ataques em Teerã em 2017 (18 mortos) e os atentados no Paquistão em 13 de julho de 2018 (pelo menos 131 mortos).
Em 2018, o Deutsche Welle noticiou que um grupo de seguidores do Estado Islâmico supostamente impõe as suas regras no campo de refugiados de Moria, na Grécia, considerado o pior campo da Europa, onde vivem cerca de oito mil pessoas. O grupo controla a maioria das atividades ilegais, como drogas e prostituição. Quem se opõe pode esperar violência física e ameaças de morte. Os perpetradores frequentemente citam a lei da Xaria como sua justificativa. As autoridades gregas não tomariam medidas, segundo a reportagem.
O Estado Islâmico (EI) afirmou em várias ocasiões a intenção de infiltrar terroristas no fluxo de refugiados, com algum sucesso. Hans-Georg Maassen, chefe da inteligência interna alemã, disse em 2017 à TV pública ZDF que as autoridades europeias "viram repetidas vezes que terroristas estão sendo contrabandeados, camuflados como refugiados. Esse é um fato que as autoridades de segurança devem procurar reconhecer e identificar". Um ex-comandante da OTAN, o general da Força Aérea Philip Breedlove disse em março desse ano que o EI havia introduzido mil e quinhentos combatentes na Europa.
Em 23 de março de 2019, as Forças Democráticas Sírias, apoiadas pelos Estados Unidos, eliminaram o último reduto urbano do grupo na Síria, em Al-Bagouz, no leste da província de Deir Zor.

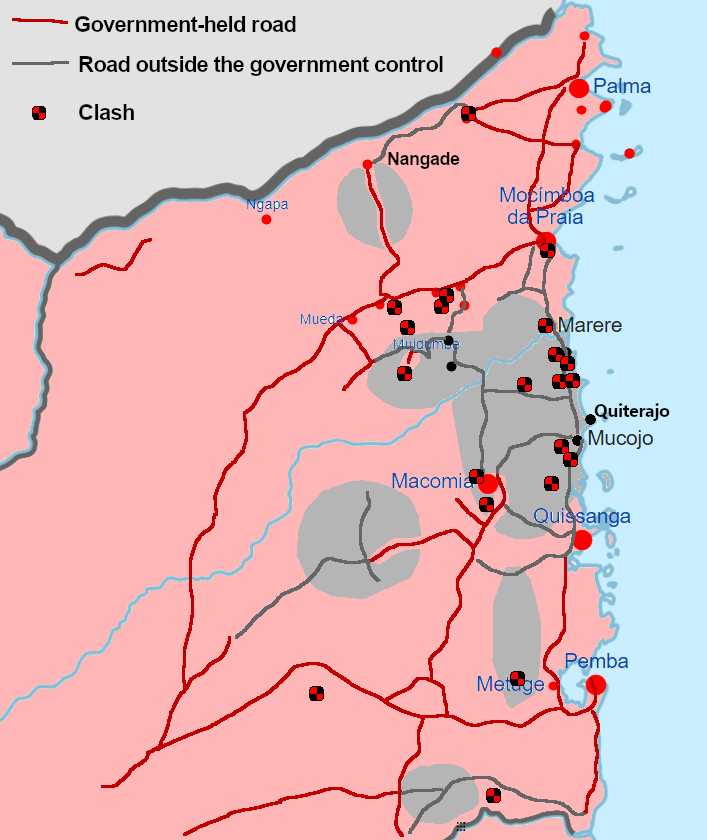
Zonas de insurreição no norte de Moçambique

 Em 26 de outubro de 2019, foi reportado que, na vila de Barisha, no distrito de Idlib, no noroeste da Síria, Abu Bakr al-Baghdadi, líder do Estado Islâmico, foi morto numa operação militar encabeçada por tropas especiais dos Estados Unidos. Al-Baghdadi teria sido morto quando detonou um cinturão de explosivos que carregava consigo. Duas crianças foram mortas, mas nenhuma perda foi reportada entre as tropas estadunidenses. Quatro dias após a confirmação da morte do seu líder, o Estado Islâmico anunciou Abu Ibrahim al Hashimi al-Qurayshi como seu novo califa. Pouco é sabido sobre ele.
Em Junho de 2019, o Estado Islâmico (EIPAC - Estado Islâmico na Província da África Central) deu a conhecer a sua presença em Moçambique e o seu envolvimento nos combates que têm abalado o norte do país desde o final de 2017. No dia 12 de Agosto de 2020, durante a madrugada, os jihadistas tomaram posse de Mocimboa da Praia e do respectivo porto, assim como, segundo algumas fontes, duas instalações militares. Perto da localidade está a ser desenvolvido um projecto de aproveitamento de gás natural da firma francesa Total. A partir dum pequeno e mal armado bando, os jihadistas revelam agora um nível superior de organização, estratégia e armamento.
A data de fins de Março de 2021, o conflito em Moçambique tinha já provocado cerca de dois mil e seiscentos mortos e setecentos mil refugiados.
Em 2 de fevereiro de 2022, tropas especiais nos Estados Unidos lançaram uma operação militar em Atme, no noroeste da Síria, que terminou na morte do líder do Estado Islâmico, Abu Ibrahim al-Qurayshi. Essa ação aconteceu num período em que o grupo buscava se reorganizar e aumentar suas atividades no Oriente Médio. Nove meses depois, em novembro de 2022, o terceiro califa do EIIL, Abu al-Hussein al-Husseini al-Qurashi, foi morto em combate. Seis meses depois, em abril de 2023, Abu al-Hussein al-Husseini al-Qurashi, o quarto califa da organização, foi morto em um bombardeio turco. Ele foi substituído por Abu Hafs al-Hashimi al-Qurashi.
Em 20 de agosto de 2025, uma operação da coalizão internacional liderada pelos Estados Unidos na cidade de Atmeh, na Síria, teria resultado na captura de Abu Hafs al-Hashimi al-Qurashi.

## Estrutura

### Objetivos

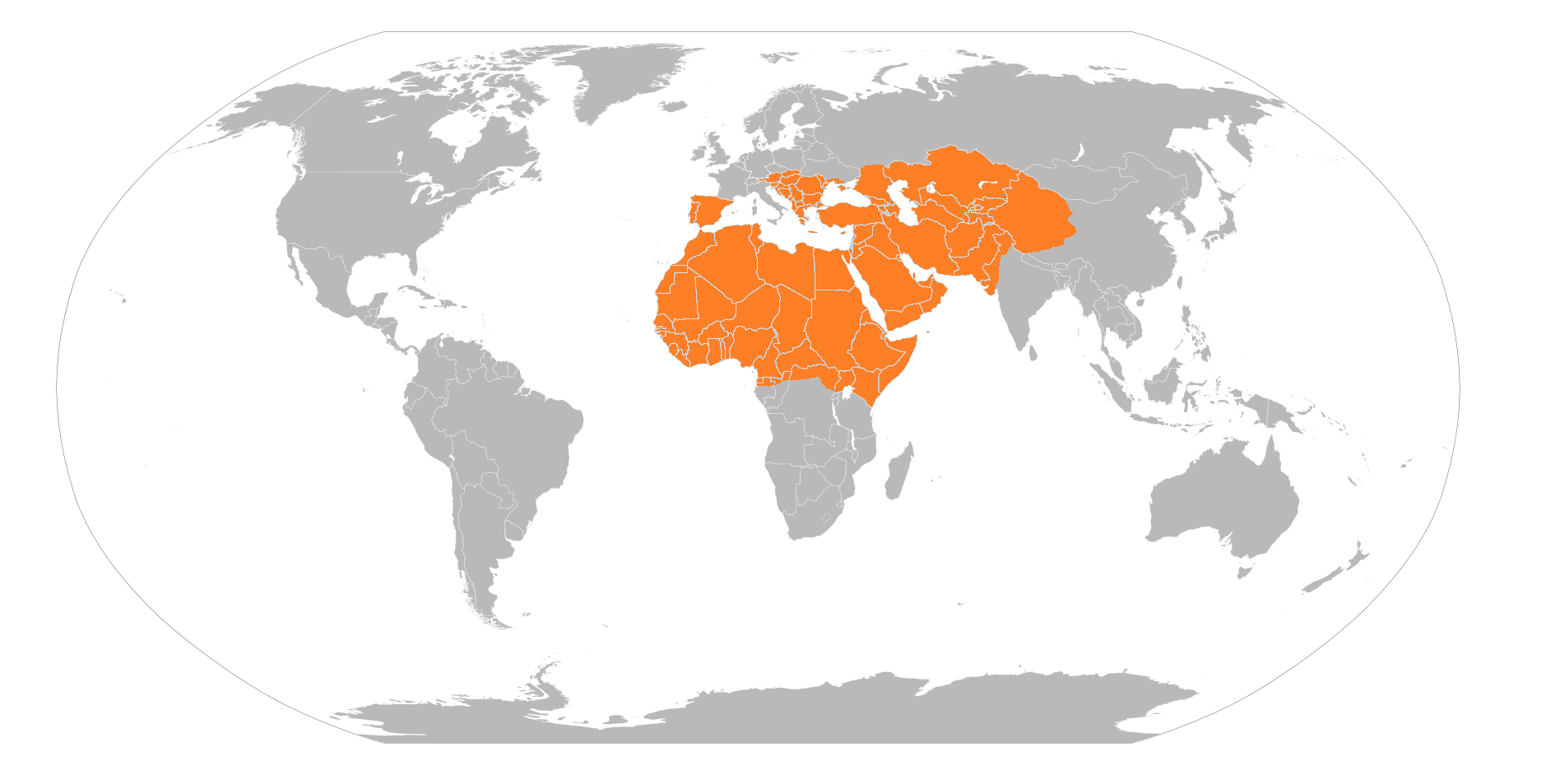
Território reivindicado pelo Estado Islâmico no mundo

Desde 2004, a principal meta do grupo é a fundação de um Estado islâmico. O EIIL procurou estabelecer-se como um califado, um tipo de Estado islâmico liderado por um grupo de autoridades religiosas sob o comando de um líder supremo, o califa, que se acredita ser o sucessor de Maomé. Em junho de 2014, o EIIL publicou um documento em que afirmava ter rastreado a linhagem de seu líder al-Baghdadi até Maomé e, depois da proclamação de um novo califado em 29 de junho, o grupo nomeado al-Baghdadi como seu califa. Como califa, ele exigiu a lealdade e obediência de todos os muçulmanos do mundo, de acordo com a jurisprudência islâmica (fiqh).
Quando o califado foi proclamado, o EIIL declarou: "A legalidade de todos os emirados, grupos, Estados e organizações torna-se nulo pela expansão da autoridade do califado e pela chegada de suas tropas em suas áreas". Isto foi uma rejeição das divisões políticas do Oriente Médio conforme estabelecidas pelas potências ocidentais durante a Primeira Guerra Mundial no Acordo Sykes-Picot.
No final de 2014, um membro do EIIL afirmou que eles iriam humilhar soldados dos Estados Unidos na Síria e levantar a "bandeira de Alá" sobre a Casa Branca. O mesmo membro também ameaçou "libertar" a cidade de Istambul, se a Turquia não abrir uma represa que tem vindo a limitar o fluxo de água para a Síria e o Iraque. Falando aos ocidentais, um militante da Bélgica disse: "Assim queira Deus, o Califado foi estabelecido e iremos invadi-los como vocês nos invadiram. Iremos capturar as vossas mulheres como vocês capturaram as nossas mulheres. Vamos deixar os vossos filhos órfãos como vocês deixaram órfãos os nossos filhos".

### Governo e liderança

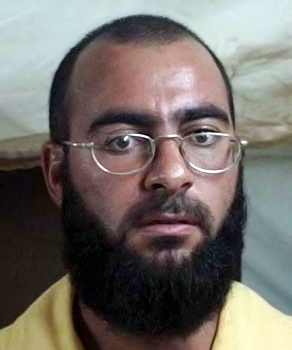
Abu Bakr al-Baghdadi, considerado o califa do Estado Islâmico de 2013 a 2019

No seu auge, o grupo foi dirigido e administrado por Abu Bakr al-Baghdadi, ao lado de um gabinete de conselheiros. Existiam dois vice-líderes, Abu Muslim al-Turkmani para o Iraque e Abu Ali al-Anbari para a Síria, e 12 governadores locais nos territórios conquistados. Abaixo dos líderes estão os conselhos sobre finanças, liderança, assuntos militares, assuntos jurídicos, o que inclui as decisões sobre a execução de estrangeiros, segurança, inteligência e meios de comunicação. Além disso, um conselho Shura tem a tarefa de assegurar que todas as decisões tomadas pelos governadores e conselhos sejam cumpridas de acordo com a interpretação do grupo da xaria. A maioria da liderança do EIIL é dominada por iraquianos, principalmente entre os antigos membros do regime de Saddam Hussein. Tem sido relatado que iraquianos e sírios teriam recebido maior prioridade em relação a outras nacionalidades dentro EIIL.
O The Wall Street Journal estimou que em setembro 2014 que oito milhões de iraquianos e sírios viviam em áreas controladas pelo EIIL. Raca na Síria foi a sede e de facto do grupo entre 2013 e 2017. Em setembro de 2014, o governo de Raca passou para o controle total do Estado Islâmico, que reconstruiu a estrutura de governo em menos de um ano. Os ex-funcionários do governo Assad mantiveram seus empregos após prometerem lealdade ao EIIL. A barragem de Raca continuava a fornecer eletricidade e água. Serviços de assistência social eram fornecidos, o controle de preços estabelecido e havia impostos incidentes sobre os ricos. O EIIL executa um programa de poder brando nas áreas sob seu controle no Iraque e na Síria, o que incluiu o fornecimento de serviços sociais, palestras religiosas e o dawa, o proselitismo religioso para as populações locais. O grupo também executou serviços públicos, tais como a reparação de estradas e a manutenção do fornecimento de energia elétrica. Em 2017, o grupo já havia perdido quase todo o território que controlava anteriormente, com suas operações se limitando às zonas rurais nas regiões da fronteira sírio-iraquiana, com força muito reduzida.
O especialista britânico em segurança Frank Gardner concluiu que as perspectivas de manutenção do controle e do domínio do EIIL eram maiores em 2014 do que em 2006. Apesar de ser tão brutal quanto antes, a organização tornou-se "bem entrincheirada" entre a população e não é susceptível de ser desalojada por forças sírias ou iraquianos ineficazes. Eles substituíram a governança corrupta anterior com a implementação de autoridades controladas localmente, os serviços foram restaurados e há um fornecimento adequado de água e combustíveis. A fim de reforçar as regras do EIIL há o controle da produção de trigo, que é de aproximadamente 40% da produção do Iraque. O EIIL tem mantido a produção de alimentos, crucial para a governabilidade e o apoio popular.
Quando al-Baghdadi foi morto em 2019, ele foi substituido por Abu Ibrahim al-Hashimi al-Qurashi, que também foi morto em combate em 2022. O terceiro califa do grupo, e atual líder, é o iraquiano Abu al-Hasan al-Hashimi al-Qurashi. Como a organização atualmente já não controla muito território, é incerto saber quanta autoridade o seu líder realmente tem.

### Características
Quando conquista localidades, o EIIL:
- pendura uma bandeira negra no topo do prédio mais alto;
- inicia uma campanha para conquistar corações e mentes, por meio da prestação de serviços sociais em locais devastados pela guerra;
- distribui pen drives com cânticos jihadistas e vídeos que mostram as operações militares do grupo e folhetos que pregam contra a democracia, sobre a necessidade de permanecer em silêncio e excomungar os alauitas;
- começa a impor gradualmente a sua interpretação estrita da lei islâmica.

Avalia-se que suas práticas abusivas, combinadas com uma estratégia internacional para limitar sua influência, pode inviabilizar seu plano para transformar o norte da Síria em um emirado islâmico sob seu comando. Para derrotar o EIIL, avalia-se que os Estados Unidos possam cooptar líderes tribais para lutar contra os fundamentalistas, numa estratégia combinada utilizada para derrotar a Alcaida no Iraque. Por sua vez, o EIIL procura minar, por meio de intimidação, a formação de uma aliança de sírios, apoiados pelo ocidente, que pudesse vir a atacar suas posições.

### Ideologia e crenças
O EIIL é um grupo extremista que segue a linha-dura ideológica da Alcaida e adere aos princípios da jihad global. Muitos outros grupos jihadistas modernos como Alcaida e EIIL surgiram a partir da ideologia da Irmandade Muçulmana, que remonta ao final dos anos de 1920 no Egito, que segue uma interpretação antiocidental extrema do Islã, promove a violência religiosa e considera aqueles que não concordam com a sua interpretação como infiéis e apóstatas. Ao mesmo tempo, pretende-se estabelecer um Estado islâmico salafista orientado no Iraque, na Síria e em outras partes do Levante. A sua ideologia tem origem no ramo do Islã moderno, que pretende voltar para os primeiros dias do Islã, rejeitando posteriores "inovações" na religião que eles acreditam ser corrupta em seu espírito original.[carece de fontes?]

### Propaganda
O EIIL é conhecido pela utilização ampla e eficaz de propaganda. O grupo usa uma versão da bandeira muçulmana do Estandarte Negro e desenvolveu um emblema que tem significado simbólico claro no mundo muçulmano.
Em novembro de 2006, pouco depois da renomeação da organização para "Estado Islâmico do Iraque", o EIIL criou o "al-Furqan Institute for Media Production", que produz CDs, DVDs, cartazes, panfletos e produtos de propaganda na internet.
O principal meio de comunicação do grupo é a "I'tisaam Media Foudation", que foi formada em março de 2013 e distribui através do "Global Islamic Media Front" (GIMF).
Em 2014, o EIIL estabeleceu o "al-Hayat Media Center", que tem como alvo o público ocidental e produz materiais em inglês, alemão, russo e francês.
Além disso, em 2014, foi criada a "Ajnad Media Foundation", que libera áudios de cânticos jiadistas. Desde julho de 2014, al-Hayat começou a publicar uma revista digital chamada Dabiq, em diferentes idiomas, incluindo o inglês. Segundo a revista, o seu nome é retirado da cidade de Dabiq, no norte da Síria, que é mencionado em um hadith sobre o Armagedom (ver Escatologia islâmica).

### Recursos financeiros
Em 2014, a RAND Corporation realizou um estudo de cartas (200 documentos pessoais, relatórios de despesas e listas de adesão) que tinham sido capturados do Estado Islâmico do Iraque (Alcaida no Iraque). Eles descobriram que, entre 2005 e 2010, doações externas responderam por apenas 5% do orçamento de funcionamento do grupo, sendo que o restante era levantado dentro do próprio Iraque. No período de tempo estudado, as células eram obrigadas a enviar até 20% da renda gerada a partir de sequestros, extorsões e outras atividades para o próximo nível de liderança do grupo. Os comandantes de nível superior, então, redistribuíam os fundos para as células provinciais ou locais que estavam em dificuldades, ou que precisavam de dinheiro para conduzir ataques. Os registros mostram que o Estado Islâmico do Iraque era dependente de membros de Moçul para conseguir dinheiro, que a liderança usava para fornecer fundos adicionais para militantes em Diala, Saladino e Bagdá.
Em meados de 2014, a inteligência iraquiana obteve informações de um agente EIIL que revelou que a organização tinha um patrimônio de 2 bilhões de dólares, o que a tornaria o mais rico grupo jiadista no mundo. Acredita-se que cerca de três quartos dessa soma seja proveniente de bens apreendidos depois que o grupo capturou a cidade de Mossul, em junho de 2014; isso inclui possivelmente até 429 milhões de dólares saqueados do Banco Central de Moçul, junto com milhões adicionais e uma grande quantidade de barras de ouro roubadas de uma série de outros bancos na cidade.
A organização também ganha centenas de milhões de dólares com o contrabando de antiguidades. Mais de um terço dos 12 000 sítios arqueológicos importantes do Iraque estiveram sob controle do grupo, que vendeu muitos artefatos com milhares de anos através de intermediários para coletores e comerciantes, até na Europa e EUA. "É o saque das próprias raízes da humanidade" - comenta al-Hamdani.um funcionário do governo do Iraque O que não pode ser vendido é destruído. Segundo algumas estimativas, essas vendas representavam a segunda maior fonte de financiamento do Daexe. Um de seus maiores pagamentos veio do saque do grande palácio do século IX a.C. do rei assírio Assurnasirpal II, em Nimrud.
A exportação de petróleo dos campos petrolíferos capturados já rendeu ao EIIL dezenas de milhões de dólares. Um funcionário do Departamento do Tesouro dos Estados Unidos estimou que o Estado Islâmico ganha 1 milhão de dólares por dia a partir da exportação de petróleo. Grande parte do petróleo é vendido ilegalmente na Turquia. Analistas de energia com sede em Dubai têm estimado a receita do petróleo combinada da produção iraquiana e síria do EIIL em 3 milhões de dólares por dia. O grupo também extrai a riqueza através de impostos e de extorsão.
Segundo Victor Ivanov, chefe da Polícia Federal Russa de Narcóticos, o Estado Islâmico, tal como o Boko Haram e outros grupos semelhantes, financiava-se também com o contrabando de heroína afegã em todo o seu território. Os ganhos anuais destas atividades eram estimados em cerca de mil milhões de dólares.

## Crimes de guerra
No início de setembro de 2014, o Conselho de Direitos Humanos das Nações Unidas concordou em enviar uma equipe ao Iraque e à Síria para investigar os abusos e assassinatos realizados pelo Estado islâmico em "uma escala inimaginável". Zeid Ra'ad al Hussein, da Jordânia, que assumiu o posto de Navi Pillay como o Alto Comissário das Nações Unidas para os Direitos Humanos, pediu aos líderes mundiais que intervenham para proteger as mulheres e crianças que sofrem nas mãos dos militantes extremistas islâmicos do grupo, que, segundo ele, estavam tentando criar uma "casa de sangue". Ele apelou à comunidade internacional para concentrar os seus esforços em acabar com o conflito no Iraque e na Síria.
Em julho de 2014, a BBC informou que o investigador-chefe das Nações Unidas afirmou que os "combatentes do Estado Islâmico do Iraque e do Levante podem ser adicionados a uma lista de suspeitos de crimes de guerra na Síria".
Em agosto de 2014, a Organização das Nações Unidas acusou o Estado Islâmico de cometer "atrocidades" e crimes de guerra.

### Perseguição religiosa

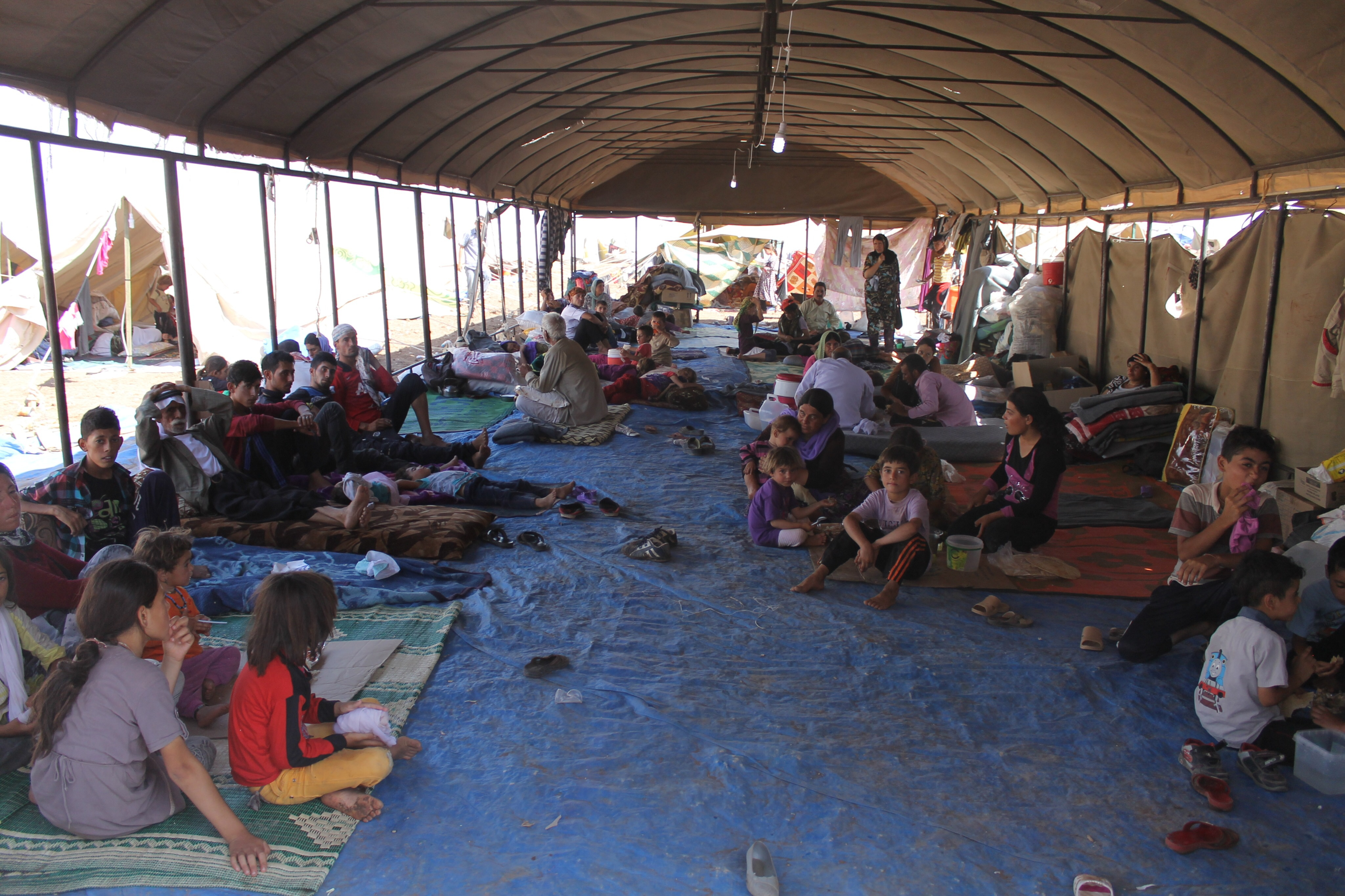
Refugiados iazidis nas Montanhas Sinjar

O EIIL obriga as pessoas que vivem nas áreas que controla, sob ameaça de pena de morte, tortura ou mutilação, a se converter ao islamismo e viver de acordo com a sua interpretação do islã sunita e a lei charia. O grupo direciona a violência principalmente contra muçulmanos xiitas, assírios, caldeus, siríacos nativos, cristãos armênios, iazidis, drusos, shabaks e mandeanos.
A Anistia Internacional acusou o EIIL de promover uma limpeza étnica dos grupos minoritários que vivem no norte do Iraque.

### Tratamento dado aos civis
Durante o conflito no Iraque em 2014, o grupo lançou dezenas de vídeos mostrando maus-tratos contra civis, muitos dos quais tinham sido aparentemente direcionados com base na religião ou etnia das pessoas. Navi Pillay, a então Alta Comissária da ONU para os Direitos Humanos, alertou para os crimes de guerra ocorridos na zona de guerra do Iraque e divulgou um relatório que afirmava que militantes do EIIL estavam assassinando soldados do exército iraquiano e 17 civis em uma única rua da cidade de Moçul. A ONU informou que nos 17 dias entre 5 e 22 de junho, o EIIL matou mais de mil civis iraquianos e feriu mais de mil pessoas. Depois do EIIL divulgar fotos de seus combatentes atirando em dezenas de jovens, as Nações Unidas declararam que as "execuções a sangue frio", que teriam sido feitas por militantes no norte do Iraque, quase certamente podem ser consideradas crimes de guerra.
O avanço do EIIL no Iraque em meados de 2014 foi acompanhado pela violência contínua na Síria. Em 29 de maio, uma aldeia síria foi invadida pelo EIIL e pelo menos 15 civis foram mortos, incluindo, de acordo com a Human Rights Watch, pelo menos seis crianças. Um hospital na área confirmou ter recebido 15 corpos no mesmo dia. O Observatório Sírio de Direitos Humanos informou que em 1 de junho, um homem de 102 anos de idade foi morto junto com toda a sua família em uma aldeia em Hama.
O EIIL recrutou para o combate crianças iraquianas, que podem ser vistas com máscaras em seus rostos e armas na mão enquanto patrulham as ruas de Mossul.

### Denúncias de violência sexual
De acordo com um relatório, a captura de cidades iraquianas pelo EIIL em junho 2014 foi acompanhada por um aumento nos crimes contra as mulheres, incluindo sequestro e estupro. O jornal The Guardian informou que a agenda extremista do EIIL abrange os corpos das mulheres e que as mulheres que vivem sob o controle do grupo estavam sendo capturadas e estupradas. Basma al-Khateeb, uma ativista dos direitos das mulheres baseada em Bagdá, disse que existe uma cultura de violência no Iraque contra as mulheres em geral e tinha certeza de que a violência sexual contra a mulher estava acontecendo em Mossul envolvendo não só o EIIL, mas todos os grupos armados envolvidos no conflito.
Durante um encontro com Nouri al-Maliki, o ministro das relações exteriores britânico, William Hague, disse em relação ao EIIL: "Qualquer um que glorifique, apoie ou participe deve entender que eles estariam ajudando um grupo responsável pelo sequestro, tortura, execuções, estupros e muitos outros crimes hediondos". De acordo com o que Martin Williams publicou no jornal sul-africano The Citizen, alguns salafistas sunitas linha-dura, aparentemente, consideram o sexo extraconjugal com múltiplas parceiras uma forma legítima de guerra santa". É difícil de conciliar isso com uma religião onde alguns adeptos insistem que as mulheres devem ser cobertas da cabeça aos pés, com apenas uma fenda estreita para os olhos".
Haleh Esfandiari do Woodrow Wilson International Center for Scholars destacou o abuso de mulheres locais por militantes do EIIL depois de terem capturado uma área. "Eles costumam levar as mulheres mais velhas a um mercado de escravos improvisado e vendem-nas. As meninas mais jovens são estupradas ou forçadas a casar com os combatentes", disse ela, acrescentando: "Baseiam-se nos casamentos temporários, e após esses combatentes terem feito sexo com essas meninas, eles simplesmente as passam aos outros". Meninas iraquianas do grupo étnico yezidi que foram violadas por combatentes do EIIL se suicidaram saltando para a morte das Montanhas Sinjar, conforme descrito em um depoimento.
O Estado Islâmico sistematizou a escravidão no território que eles controlam, e emitiu uma fatwa que lista detalhadamente quando e como os “donos” de escravas sexuais podem ter relações com elas. A fatwa, que tem força de lei dentro do Estado Islâmico, foi encontrada entre uma série de documentos capturados pelos EUA durante um raide na Síria em Maio de 2015.

### Regimento imposto aos civis conquistados
Depois de o Estado islâmico autoproclamar a captura de cidades no Iraque, o EIIL divulgou orientações sobre como os civis dominados devem usar roupas e véus. O EIIL alertou as mulheres na cidade de Mossul para usar o véu de rosto inteiro ou sofreriam punições severas. Um clérigo disse à Reuters em Mossul que pistoleiros do EIIL lhe havia ordenado a ler o aviso em sua mesquita, quando os fiéis se reuniam. O EIIL também proibiu manequins nus e ordenou que os rostos de manequins de ambos os sexos fossem cobertos. O EIIL lançou 16 notas intituladas "Contrato da Cidade", um conjunto de regras destinadas a civis em Ninaua. Uma regra estipulava que as mulheres devem ficar em casa e não sair para a rua, a menos que seja necessário. Outra regra diz que o roubo seria punido com a amputação.
Além da proibição da venda e uso de álcool (que é habitual na cultura muçulmana), os militantes proibiram a venda e uso de cigarros e narguilés. Eles também têm proibido "música e canções em carros, em festas, em lojas e em público, assim como fotografias de pessoas nas vitrines das lojas".
Os cristãos que vivem em áreas sob controle do EIIL que queiram permanecer no território do "califado" tem apenas três opções: se converter ao islamismo; pagar um imposto religioso (o jizia); ou morrer. O EIIL já havia estabelecido regras semelhantes para os cristãos em Raca, na Síria, que era uma das cidades mais liberais do país antes da dominação.

### Destruição de Patrimônio da Humanidade

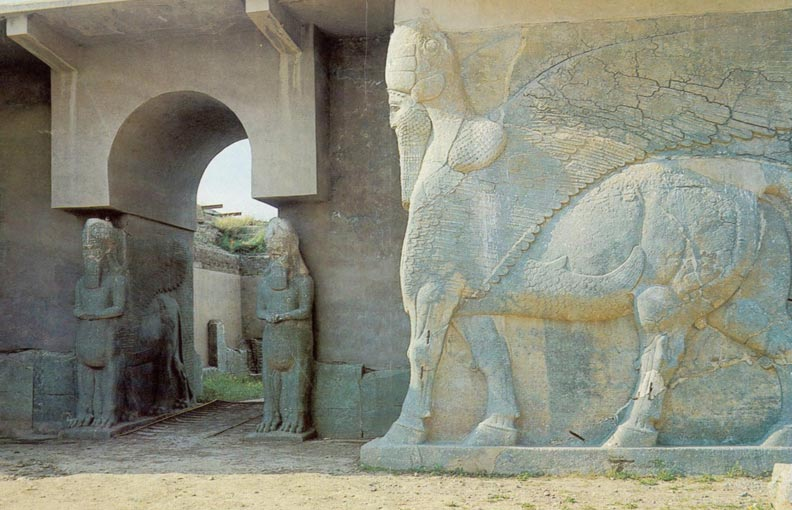
Lamassu na porta do palácio de em Nimrud, em 2007. O EIIL destruiu a cidade antiga assíria em março de 2015

Irina Bokova, a diretora-geral da UNESCO, alertou que o EIIL está a destruir o patrimônio cultural do Iraque, no que ela chamou de "limpeza cultural". "Não temos tempo a perder, porque os extremistas estão tentando apagar a identidade, porque eles sabem que, se não há identidade, não há memória, não há história", disse ela. Saad Eskander, diretor dos Arquivos Nacionais do Iraque disse: "Pela primeira vez você tem de limpeza cultural... Para os yazidis, a religião é oral, nada é escrito pela destruição de seus lugares de culto... você está matando a memória cultural. É o mesmo com os cristãos... é realmente uma ameaça que vai além da crença".
Para financiar suas atividades, o grupo rouba artefatos históricos e culturais da Síria e do Iraque e enviá-los para a Europa para serem vendidos. Estima-se que o EIIL levante 200 milhões de dólares por ano a partir da pilhagem cultural. A UNESCO pediu ao Conselho de Segurança das Nações Unidas que controle a venda de antiguidades, semelhante ao que foi imposto após a guerra do Iraque em 2003. A UNESCO também está trabalhando com a Interpol, as autoridades aduaneiras nacionais, museus e grandes casas de leilão, na tentativa de impedir que os itens roubados sejam vendidos. O EIIL ocupou o Museu de Moçul, o segundo museu mais importante no Iraque, quando o local estava prestes a ser reaberto depois de anos de reconstrução dos danos causados após a guerra do Iraque. O grupo então destruiu todo o acervo da instituição cultural alegando que as estátuas da antiguidade eram contra o islamismo.

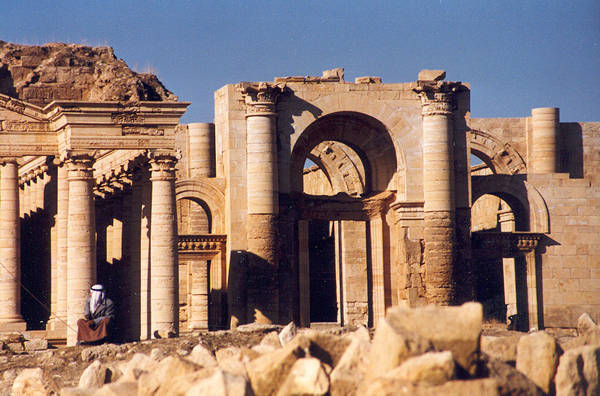
Cidade antiga de Hatra, fundada no século III a.C. pelo Império Selêucida, considerada Patrimônio da Humanidade pela UNESCO desde 1985 e destruída pelo Estado Islâmico em 2015

O Estado Islâmico considera que a "adoração" de sepulturas equivale a idolatria e procura "purificar" a comunidade de crentes. O grupo usou escavadeiras para esmagar edifícios e sítios arqueológicos. O professor da Universidade de Princeton Bernard Haykel descreveu a ideologia de al-Baghdadi como "uma espécie de wahabismo indomável", dizendo: "Para a Al Qaeda, a violência é um meio para um fim; para o EIIL, ela é um fim em si mesmo". A destruição do túmulo e santuário do profeta Iunus (ou Jonas para os cristãos), da mesquita de Imame Iáia Abu Alcácime do século XIII, do santuário do século XIV do profeta Jerjis (São Jorge para os cristãos) e a tentativa de destruição do minarete de Hadba do século XII na mesquita de Al-Nuri têm sido descritas como "uma explosão desenfreada do extremismo wahabita". "Houve explosões que destruíram edifícios que remontam à época assíria", disse o diretor do Museu Nacional do Iraque, Qais Rashid, referindo-se à destruição do santuário de Iunus. Ele citou um outro caso em que o "Daesh (EIIL) reuniu mais de 1 500 manuscritos de conventos e outros lugares sagrados e queimaram todos eles no meio da praça da cidade". Em março de 2015, o grupo destruiu a cidade antiga assíria de Nimrude, datada do século XIII a.C. Irina Bokova, da UNESCO, classificou o ato como uma "nova barbárie" e um "crime de guerra" que exige uma "mobilização sem precedentes" da comunidade internacional. Em 7 de março de 2015 o EIIL também destruiu as ruínas de Hatra, um Patrimônio da Humanidade localizado em Ninaua, região dominada pelos terroristas. "A destruição de Hatra marca um momento decisivo na lamentável estratégia de limpeza cultural no Iraque", afirmou Bokova.

## Designação como organização terrorista

Mapa - Um mapa de todos os oponentes do Estado Islâmico: Coalizão liderada pelos Estados Unidos Outros países oponentes Territórios mantidos pelo Estado Islâmico

| Entidade                    | Data                                                                                     | Autoridade                                     | Referências             |
| --------------------------- | ---------------------------------------------------------------------------------------- | ---------------------------------------------- | ----------------------- |
| Organizações multinacionais |                                                                                          |                                                |                         |
| Nações Unidas               | 18 de outubro de 2004                                                                    | Conselho de Segurança                          | [ 273 ]                 |
| União Europeia              | 2004                                                                                     | Conselho Europeu (ao adotar as sanções da ONU) | [ 274 ]                 |
| Nações                      |                                                                                          |                                                |                         |
| Reino Unido                 | Março de 2001 (como parte da Alcaida) 20 de junho de 2014 (após a separação da al‑Qaeda) | Secretário de Estado para os Assuntos Internos | [ 42 ]                  |
| Estados Unidos              | 17 de dezembro de 2004                                                                   | Departamento de Estado                         | [ 40 ]                  |
| Austrália                   | 2 de março de 2005                                                                       | Autoridade-Geral para a Austrália              | [ 43 ]                  |
| Canadá                      | 20 de agosto de 2012                                                                     | Parlamento                                     | [ 44 ]                  |
| Turquia                     | 30 de outubro de 2013                                                                    | Grande Assembleia Nacional                     | [ 275 ] [ 276 ]         |
| Arábia Saudita              | 7 de março de 2014                                                                       | Decreto real do Rei da Arábia Saudita          | [ 46 ]                  |
| Indonésia                   | 1 de agosto de 2014                                                                      | Agência Nacional Contraterrorismo              | [ 45 ]                  |
| Emirados Árabes Unidos      | 20 de agosto de 2014                                                                     | Gabinete governamental                         | [ 277 ]                 |
| Israel                      | 3 de setembro de 2014                                                                    | Ministério da Defesa                           | [ 278 ] [ 279 ] [ 280 ] |
| Malásia                     | 24 de setembro de 2014                                                                   | Ministério das Relações Exteriores             | [ 281 ]                 |
| Egito                       | 30 de novembro de 2014                                                                   | Tribunal do Cairo para Assuntos Urgentes       | [ 282 ] [ 283 ]         |
| Índia                       | 16 de dezembro de 2014                                                                   | Ministério de Assuntos Internos                | [ 284 ] [ 285 ]         |
| Rússia                      | 29 de dezembro de 2014                                                                   | Suprema Corte da Federação Russa               | [ 286 ]                 |
| Brasil                      | 13 de novembro de 2015                                                                   | Ministério das Relações Exteriores             | [ 41 ]                  |